# 예츠트
예츠트 - 페터 필츠 명단(독일어: JETZT - Peter Pilz)은 오스트리아의 좌익대중주의, 정당이다. 2017년 옛 녹색 - 녹색 대안 당원이었던 페터 필츠(Peter Pilz)에 의해 설립되었으며 동물권, 녹색 정치를 기본 이념으로 한다. 과거에는 페터 필츠 명단(독일어: Liste Peter Pilz 페터 필츠 리스테[*], PILZ)이라 불렀다.

## 역대 선거 결과

### 오스트리아 국민의회
| 년도 | 득표수  | 득표율 | 의석    | +/– | 집권 여부 |
| ---- | ------- | ------ | ------- | --- | --------- |
| 2017 | 223,543 | 4.41%  | 8 / 183 | 8   | 야당      |
| 2019 | 89,169  | 1.87%  | 0 / 183 | 8   | 원외 정당 |